# Jean Joseph Guieu
Jean Joseph Guieu o Guieux (Champcella, 30 settembre 1758 – Châteauroux-les-Alpes, 5 marzo 1817) è stato un generale francese.
Si arruolò nell'esercito reale francese e salì rapidamente di grado durante le guerre dell'esercito rivoluzionario francese. Combatté nella guerra dei Pirenei contro la Spagna e raggiunse il grado di generale di divisione. Partecipò alla campagna d'Italia del 1796-1797, dove ottenne importanti incarichi al comando di Napoleone Bonaparte. Si ritirò dall'esercito nel 1803. Il suo cognome è fra quelli iscritti sull'Arco di Trionfo a Parigi.